# Аниций Фауст Альбин Василий
Аниций Фауст Альбин Василий (лат. Anicius Faustus Albinus Basilius) — политический деятель Восточной Римской империи и последний консул в истории Рима, занимавший этот пост в 541 году.

## Биография
Его происхождение неизвестно, хотя имя даёт возможность предполагать, что он принадлежал к аристократическим римским фамилиям Дециев и Анициев: не исключено, что он приходился внуком консулу 480 года, Цецине Децию Максиму Василию, и, возможно, он был сыном консула 493 года Альбина.
1 января 541 года он принял консульство в Константинополе без соконсула. Консульский диптих Альбина Василия перечисляет его титулы в период консульства: Vir illustris, comes domesticorum, patricius и ординарный консул.
Он находился в Риме, когда Тотила вошёл в город 17 декабря 546 года, и был вынужден бежать.